# 미니 ATX

ATX 메인보드 크기 비교; 후면은 왼쪽에 있다.
플렉스ATX (9 xx)
마이크로ATX (9.6 xx)
미니 ATX (11.2 xx)
표준 ATX (12 xx)
확장 ATX (EATX) (12 xx)
WTX (14 xx)

미니 ATX(Mini ATX) 또는 미니-ATX(Mini-ATX)는 메인보드 제조사가 소형 메인보드를 지칭하기 위해 사용할 수 있는 일반적인 이름이며, AOPEN에서는 15 × 15 cm (5.9 × 5.9 in) 크기의 메인보드 디자인을 지칭하는 데 사용되었다.
미니-ATX 메인보드는 MoDT(Mobile on Desktop Technology)를 사용하여 설계되었는데, 이는 모바일 CPU를 사용하여 전력 요구 사항을 낮추고 발열을 줄여 홈 시어터 PC(HTPC), 차량용 PC 또는 산업용으로 유용할 수 있었다. 그러나 v2.1에서는 마이크로ATX 사양에 비해 버려졌다.
미니-ATX 메인보드는 마이크로ATX가 기능을 능가함에 따라 더 이상 사용되지 않으며, 제조사들도 이 폼 팩터의 메인보드를 더 이상 생산하지 않는다.

## 대체 정의
미니-ATX라는 용어는 원래 인텔의 ATX 사양(현재는 더 이상 사용되지 않는 버전)에서 사용되었으며, 284 x 208 mm (11.2 x 8.2 in.) 크기의 메인보드를 의미했다. 이 두 용어는 서로 다른 사양을 지칭하므로 혼동해서는 안 된다.

## 특징

### 크기
15 × 15 cm (5.9 × 5.9 in) 크기의 AOPEN 사양의 미니-ATX 메인보드는 차량, 랙 마운트, 타워 케이스, 벽 마운트 등과 같은 표준화된 애플리케이션 조건에서 단일 DIN 공간에 배치될 수 있는데, 이는 더 큰 미니 ITX 폼 팩터로는 불가능할 수 있다. 더 작은 폼 팩터인 나노 ITX 메인보드는 CPU 소켓 모듈이 없어 다양한 애플리케이션에 대한 유연성이 제한된다.

### 소음
모바일 CPU는 전력 요구 사항이 낮기 때문에 CPU 및 내부 부품에서 발생하는 열이 적고, 열 설계가 단순화된다. 이러한 냉각 설계로 인해 능동 냉각 설계에 비해 제조 비용 및 전체 작동 전력 요구 사항이 낮다.

### 안정성
미니-ATX 메인보드는 ATX 메인보드의 소형 폼 팩터이다. 일반적으로 부품 배치를 위해 표면 실장 기술을 사용하며, 안정적인 전력 공급을 보장하기 위해 솔리드 스테이트 캐패시터를, 내구성과 수명 연장을 위해 8층 인쇄 회로 기판 설계를 사용한다. 이러한 설계는 다른 폼 팩터에 비해 전반적으로 더 나은 성능과 안정성을 제공하는 것을 목표로 한다.

### 유연성
디시디시컨버터 솔루션 설계는 미니-ATX 케이스에서 전원 공급 장치를 제거한다. 이는 시스템 크기를 줄이고, 외부 전원 공급 장치는 시스템을 배치할 때 더 많은 유연성을 제공한다.